# マサト・ナカエ
マサト・ナカエ（Masato Nakae、漢字：中江 正人、1917年12月20日 - 1998年9月4日）は、第二次世界大戦当時のアメリカ陸軍の兵士。アメリカ陸軍第442連隊戦闘団第100歩兵大隊所属。愛称は「カーリー（Curly）」。死亡の2年後に名誉勲章を授けられた。2000年6月21日にビル・クリントン大統領によって名誉勲章を与えられた日系アメリカ人19人のうちの一人である。
ナカエは当初は殊勲十字章（Distinguished Service Cross）を授与されていたが、人種的偏見が勲章授与プロセスに影響していなかったかどうかを確認するため、日系人および太平洋諸島住民の子孫の殊勲十字章受章歴をすべて再調査するよう、議会が陸軍長官に命じた結果、名誉勲章に格上げされたものである。

## 名誉勲章表彰状
アメリカ合衆国大統領は、1863年3月3日に議会が制定した法の認めるところにより、議会の名において、アメリカ合衆国陸軍一等兵マサト・ナカエに対し名誉勲章を授与する。彼は自らの義務の範囲を超えて、生命を省みず、比類なき勇気と豪胆さとを発揮した。
マサト・ナカエ一等兵は1944年8月19日、イタリアのピサ付近での戦闘において、際立って英雄的な行動を示した。ナカエは、優勢な敵勢力の猛砲撃の弾片で自らの軽機関銃が損傷を受けたとき、すばやく負傷した戦友のM-1ライフルを拾い、着実に前進してくる敵に向かって小銃擲弾を発射した。敵がさらに迫ったとき、ナカエ一等兵は6発の手榴弾を投げ、敵を引き下がらせた。次の攻勢に先立つ敵の迫撃砲の集中砲火で、ナカエは弾片のために重い傷を負ったが、その怪我にもかかわらず、彼は降伏を拒否し、進んでくる敵に発砲し続けた。そして敵部隊に深刻な犠牲を強い、敵はついに攻撃をやめ、撤退していった。ナカエ一等兵の類まれな英雄的行為と任務への忠誠は、軍隊の最も崇高な伝統を維持し、また、彼本人やその部隊、ひいてはアメリカ陸軍への大きな信頼をもたらすものであった。

## 参考資料
- “Army Secretary Lionizes 22 World War II Heroes” 2007年8月20日閲覧。[リンク切れ]